# Лаодика (дочь Приама)
Лаодика (др.-греч. Λαοδίκη) — персонаж древнегреческой мифологии.
Дочь Приама и Гекубы. Жена Геликаона (сына Антенора).
Влюбилась в Акаманта, когда он посетил Трою, и родила от него сына Мунита. Самая красивая из дочерей Приама.
После взятия Трои её поглотила земля. По другой версии, умерла от тоски после смерти сына.
Изображена на картине Полигнота в Дельфах среди участников взятия Трои, но ни один поэт не называет её среди пленниц. По мнению Павсания, была отпущена. Её историю описал поэт Евфорион из Халкиды.
В честь Лаодики назван астероид (507) Лаодика, открытый в 1903 году.

## В литературе
- Роман «Замурованная царица» Д. Л. Мордовцева, рассказывает о судьбе Лаодики после падения Трои. И её жизни при дворе фараона Рамзеса III[11].